# Кейс, Леонард
Леонард Кейс-младший (англ. Leonard Case, Jr., 1820—1880) — американский меценат, основатель Кейсовской школы прикладных наук (США).

## Биография
Отец, Леонард Кейс-старший, будучи фермером, обратился к изучению математики, геодезии и права после болезни, которая сделала его калекой. Став банкиром и железнодорожным промоутером, он с течением времени накопил крупнейшее состояние в Кливленде. Он был аудитором округа Кайахога и губернатором Cleveland Village, который в то время назывался Кливленд.
Его сыновья Уильям и Леонард-младший пошли по его стопам. Уильям (en:William Case) занялся бизнесом, расширил семейные предприятия и служил мэром Кливленда с 1850 по 1852 год. Построил культурный центр, Case Hall, помог основать библиотечную ассоциацию Кливленда (Cleveland Library Association), был лесорубом, охотником и таксидермистом. Совместно с орнитологом John James Audobon занимался описаниями и рисунками дикой природы штата Огайо. Эти интересы в сфере науки он разделял со своим братом.
Леонард Кейс-младший получил классическое образование в Йельском университете, но увлекался математикой, поэзией и естественными науками. Он избегал бизнеса, поручив активы менеджеру, чтобы продолжать исследования. Закончив Йельский университет в 1842 году, он вернулся в Кливленд, где основал библиотеку, изучал право и был принят в адвокатуру. Но вместо юридической практики, он занимался исследованием математических задач, написанием эссе и стихов, чтением научных и литературных произведений. Его поэма «Сокровищница» («Treasure Trove») была опубликована в The Atlantic Monthly. Вместе со своим братом Уильямом, он принимал активное участие в группе «Ковчег» («The Ark)», которая была создана как клуб для мужчин, интересующихся естественными науками. Со временем здание группы было наполнено чучелами птиц, образцами горных пород и другими предметами, собранными группой, став впоследствии Кливлендским музеем естественной истории.
В последние годы своей жизни Леонард занялся благотворительностью: в 1870 году он предоставил библиотечной ассоциации Кливленда фонды и бессрочную аренду в зале Case Hall, а затем и всё здание, которое было оценено в 300,000 долларов США. В 1877 году он начал собирать фонды для основания Кейсовской школы прикладных наук. Он видел необходимость практического образования в области инженерной и прикладной науки, в противовес классическому образованию, которое получил сам. Он просил своего советника и сотрудника «Ковчега» Генри Гилберта Эбби (Abbey) управлять фондом, и держать это в секрете до его смерти. В 1880 году, после смерти Кейса, Эбби собрал членов корпорации и Совета попечителей, и спустя четыре месяца после смерти Кейса школа была основана и получила устав от штата Огайо.